# 앨프리드 래드클리프브라운
앨프리드 레지널드 래드클리프브라운(영어: Alfred Reginald Radcliffe-Brown, 1881년 1월 17일 ~ 1955년 10월 24일)는 영국의 인류학자이다. 특히 사회인류학에 관심을 둔 그는 민족문화는 사회생활을 통합하는 역할을 하며 개개의 제도나 관습은 다른 체계에 대하여 상호관련성을 가진다고 보고 문화의 의미와 관련성의 일반법칙을 해명하려 하였다.
버밍엄에서 출생한 래드클리프브라운은 케임브리지 대학교 졸업 후 인류학에 뜻을 두었다. 1906년에서 1908년까지 케임브리지에서 시행한 안다만 제도 조사에 참여했고, 1910년에는 오스트레일리아, 아메리카 원주민의 사회를 탐구했다. 1920년에 케이프타운 대학교의 인류학 교수, 1937년에 옥스퍼드 대학교 교수가 되었다. 1939년에서 1941년까지는 왕립인류연구소 소장으로 재직했다.

## 저서
- 안다만 제도인 (The Andaman Islanders, 1922).
- 오스트레일리아 부족 사회 (Social Organization of Australian Tribes, 1931).
- 원시 사회의 구조와 기능 (Structure and Function in Primitive Society, 1952).

## 참고 자료
앨프리드 래드클리프브라운 - 두산세계대백과사전